# G8-Gipfel in Sankt Petersburg 2006

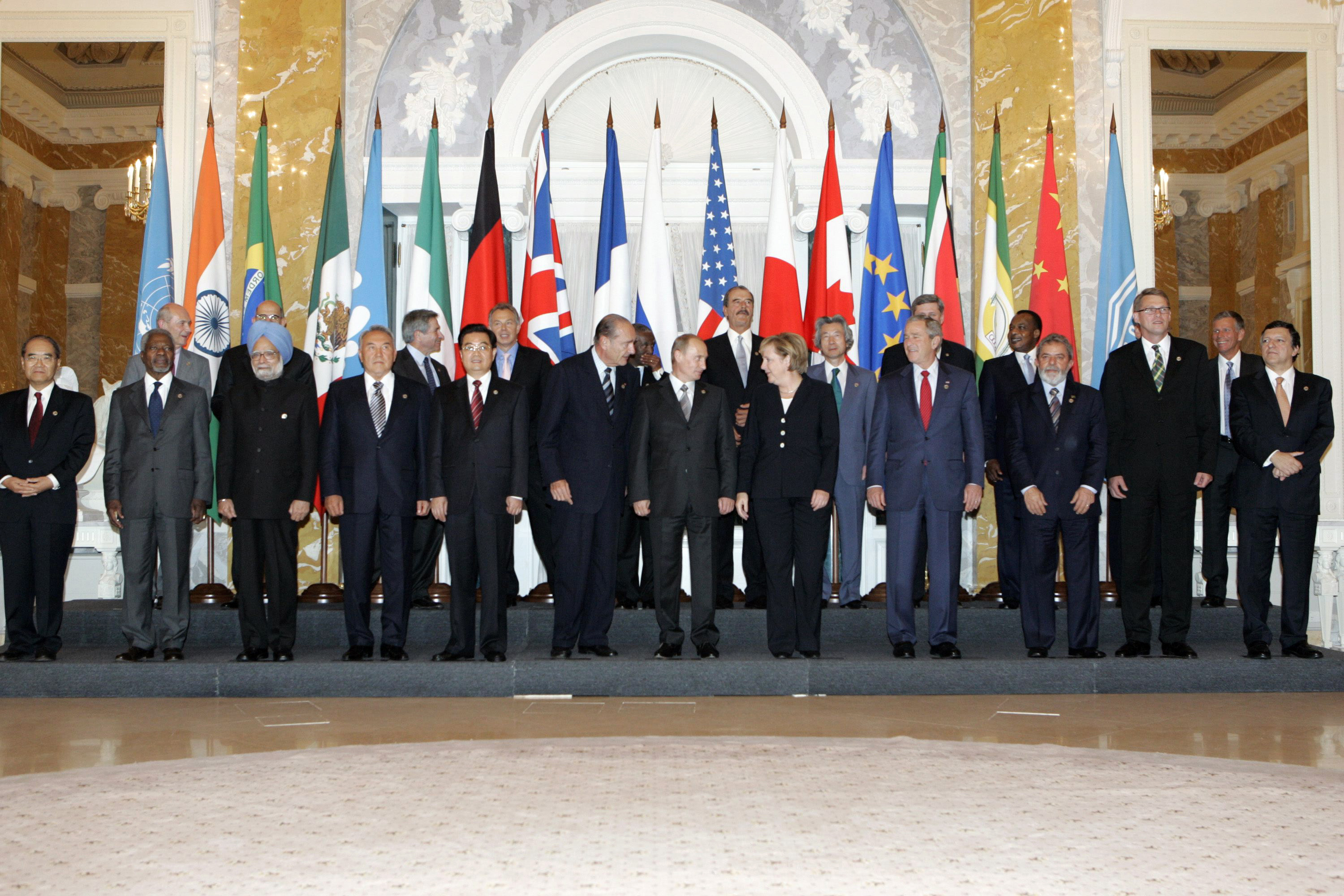
Offizielles Pressefoto der Teilnehmer des G8-Gipfels.

Der 32. G8-Gipfel fand vom 15. bis zum 17. Juli 2006 nahe der russischen Stadt Sankt Petersburg im Konstantinpalast, am Finnischen Meerbusen, statt.
Energieprobleme, Sicherheit und Entwicklung waren die Hauptthemen beim Gipfel der Gruppe der Acht.

## Die Teilnehmer
- Kanada – Stephen Harper
- Frankreich – Jacques Chirac
- Deutschland – Angela Merkel
- Italien – Romano Prodi
- Japan – Junichiro Koizumi
- Russland – Wladimir Putin
- Vereinigtes Königreich – Tony Blair
- USA – George W. Bush

## Eingeladene Repräsentanten (teilweise Teilnahme)
- Brasilien – Luiz Inácio Lula da Silva
- Indien – Manmohan Singh
- Mexiko – Vicente Fox
- Volksrepublik China – Hu Jintao
- Südafrika – Thabo Mbeki
- Afrikanische Union – Denis Sassou Nguesso
- Europäische Union – José Manuel Barroso
- Gemeinschaft unabhängiger Staaten – Nursultan Nasarbajew
- Internationale Atomenergiebehörde – Mohammed el-Baradei
- Internationale Energiebehörde – Claude Mandil
- Vereinte Nationen – Kofi Annan
- UNESCO – Kōichirō Matsuura
- Welthandelsorganisation – Generaldirektor Pascal Lamy
- Weltbank – Paul Wolfowitz
- Weltgesundheitsorganisation – Anders Nordström

## Energiepolitik

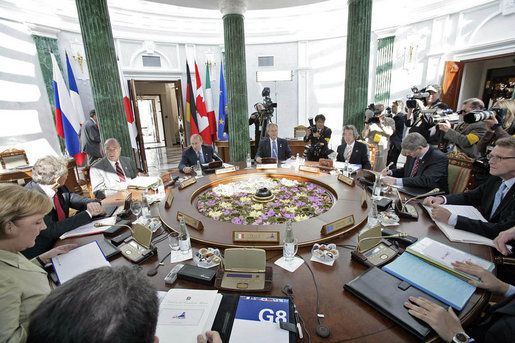
Arbeitssitzung der acht Regierungschefs

Alle G8-Staaten außer Deutschland bekannten sich zur Nutzung der Atomenergie. Die Weiterentwicklung der Kernkraft könne zur globalen Energiesicherheit, zur Verminderung der Luftverschmutzung und zur Bewältigung des Klimawandels beitragen. Dieser Teil der Erklärung wurde von Bundeskanzlerin Angela Merkel nicht mitgetragen. In der Gipfelerklärung zum Thema Kernkraft hieß es: „Wir erkennen an, dass die G8-Mitglieder unterschiedliche Wege eingeschlagen haben, um Energiesicherheit und die Klimaschutzziele zu erreichen.“ Übereinstimmung unter den G8-Ländern herrschte dagegen bei den übrigen Punkten der Erklärung zur Energiesicherheit: Die Nutzung möglichst vieler verschiedener Energiequellen, die Steigerung der Energieeffizienz und der Schutz von Kraftwerken und anderer Infrastruktur vor Terrorangriffen.

## Israel-Libanon-Krise
Der russische Präsident und Gastgeber des G8-Gipfels Wladimir Putin setzte die Israel-Libanon-Krise 2006, die am 12. Juli 2006 ausgebrochen war, auf die Agenda. Durch den Nahostkonflikt sind die anderen Themen in den Hintergrund getreten.
Am 16. Juli verabschieden die Gipfelteilnehmer ein gemeinsames Statement, in dem die Attacken der Hisbollah und von Teilen der Hamas auf Israel scharf verurteilt werden. „Diese Extremisten und diejenigen, die sie unterstützen, dürfen den Nahen Osten nicht ins Chaos stürzen und einen größeren Konflikt provozieren“, heißt es darin. Israel wird in der Erklärung dazu ermahnt, bei Militäraktionen zur Selbstverteidigung zurückhaltend vorzugehen.
Präsident Bush ließ in einem Gespräch im Rahmen des G8 Gipfels in Sankt Petersburg, zu dem britischen Premierminister Tony Blair verlauten, dass man den Druck auf Syrien erhöhen müsste, „dass es die Hisbollah dazu bringt, mit diesem Scheiß aufzuhören“.

## Keine Einigung über Russlands WTO-Beitritt
Beim G8-Gipfel in Sankt Petersburg konnten die beteiligten Vertreter sich nicht über einen Beitritt Russlands zur Welthandelsorganisation einigen.

## Protestaktionen
Das Gipfeltreffen fand fast ohne nennenswerte Protestaktionen statt – aus Sicht der russischen Regierung ein Erfolg. Das Summit policing zeigte Wirkung: Eine Sitzblockade auf dem Prachtboulevard Newski-Prospekt wurde schon nach wenigen Minuten aufgelöst, bis zu 34 Demonstranten wurden festgenommen. Der Gegengipfel von Globalisierungskritikern in einem abgelegenen Stadion wurde von einem Ring von Sicherheitskräften isoliert. Schon im Vorfeld hatten Aktivisten Besuch von der Polizei erhalten, Hunderte von ihnen wurden vorsorglich in Gewahrsam genommen.